# Waga piórkowa
Waga piórkowa – kategoria wagowa zawodników sportów walki oraz sztangistów.

## Informacje
Waga piórkowa występuje przede wszystkim w sportach walki. W boksie czy w MMA została zunifikowana przez największe federację w przeciwieństwie do kick-boxingu, gdzie nie ma zunifikowanych kategorii i limity wagowe zależą głównie od danej federacji czy związku sportowego w jakim zostały ustalone.
Limity wagowe zmieniały się na przestrzeni lat w poszczególnych sportach i aktualnie wyglądają następująco: 
- Boks – do 57,1 kg (-126 lb)[1][2]
- Boks tajski – ok. 57,1 kg (126 lb)[3]
- Kick-boxing[4]:
  - GLORY – do 65 kg (-143 lb)[5]
  - ISKA – do 57 kg (-125 lb)[6]
  - WAKO – do 58,2 kg (-128,3 lb)[7]
  - WKN – do 60,3 kg (-132,9 lb)[8]
- MMA – do 65,8 kg (-145 lb)[9]
- Podnoszenie ciężarów – 67 kg (kobiety 55 kg)[10]